# اسمیثتن، تاسمانی
اسمیثتن (به انگلیسی: Smithton) یک شهرک در استرالیا است که در Circular Head Council واقع شده‌است.